# Едим дома!
«Едим до́ма!» — авторская кулинарная телепрограмма Юлии Высоцкой, выходящая на НТВ с 7 сентября 2003 года по субботам (в 2003—2019 годах — по воскресеньям) в утреннее время.

## Возникновение и концепция
Передача появилась в эфире НТВ спустя 4 месяца после назначения кинорежиссёра Андрея Кончаловского на должность советника генерального директора Николая Сенкевича. По инициативе Кончаловского канал закупил лицензию на британскую кулинарную программу «Голый повар» телеканала BBC Two, которую вёл Джейми Оливер. Сам Кончаловский начал продюсировать российский вариант передачи, а ведущей стала его супруга, актриса Юлия Высоцкая.
После ухода Кончаловского с должности советника гендиректора в 2004 году программа продолжила выход в эфир. Наименование дистрибьютора Optomen Television Limited указывалось в титрах передачи вплоть до конца 2019 года.
В течение одного выпуска ведущая занята готовкой одного или нескольких блюд, описывая процесс и качество продуктов вслух, а также периодически обращаясь на «ты» к режиссёру Ирене Мацкевич за кадром. Ингредиенты для блюд покупает сама Высоцкая. Текст рецепта не выводится на экран, но впоследствии публикуется на сайте программы после выхода выпуска в эфир. Периодически передача завершается приходом в кадр Кончаловского в компании его детей, режиссёра или гостей дома, которые съедают блюдо (одновременно внизу экрана бегущей строкой идут титры).
Съёмки передачи проходят на кухне в доме Кончаловского и занимают в среднем 3 часа, за это время готовится материал на 2 недели.
Иногда программа снимается во Франции или Италии, в поместьях семьи Кончаловских.

## Критика
Искусствовед Людмила Семёнова отмечает, что с появлением одноимённой компании и ухудшением экономической ситуации в России передача утратила шарм идеи приготовления дорогих блюд в домашней обстановке:

«Едим дома!» изначально был вполне симпатичным проектом — этакий теледневник с зарисовками из жизни обеспеченной домохозяйки. Нарядная и вместе с тем уютная обстановка, лёгкий налёт китча, порожденного спокойными и сытыми годами, множество кулинарных деталей — неплохие ингредиенты для выходного телевизионного дня. <…> Но по мере того, как росли ценники в магазинах, увеличивалась разница между реальным и «инстаграмным» меню обычной семьи, а скидки и акции в гипермаркетах становились актуальны не только для малообеспеченных граждан, «Едим дома!» начала выглядеть просто насмешкой над зрителями. <…> 15 лет назад подобный подход был вполне обоснован. А теперь концепция брэнда выглядит как попытка усидеть на двух стульях — привлечь состоятельную публику как потенциального клиента и развлечь тех, кто довольствуется картинкой.

Ведущая программы также подвергается критике за ряд неудачных блюд, нарушение правил гигиены и торопливую манеру речи.

## Компания
Компания «Едим дома!» управляет проектами Юлии Высоцкой, в её компанию входят кулинарная студия, онлайн-магазин и два ресторана: «Юлина кухня» и «Food Embassy». 
Высоцкая владела 51 % акций ЗАО «Едим дома!», 39 % принадлежали Андрею Михалкову, оставшиеся 10 % — у продюсера и бывшего директора Фонда Андрея Кончаловского Риммы Шульгиной. Выручка компании в 2013 году составила 58,5 млн руб., чистый убыток — 32 тыс. руб.
В апреле 2015 года проект «Едим дома!» Никиты Михалкова и Андрея Кончаловского попросил у государства 971,8 млн рублей на создание национальной сети общественного питания в форме кафе-кулинарий под брендом «Едим дома!» — в качестве альтернативы западным сетям фастфуда и с целью импортозамещения.
В 2024 году стало известно о многомилионных убытках компании по доставке продуктов ведущей телепрограммы «Едим дома!».

## Награды
- 2007 — премия ТЭФИ в номинации «Развлекательная программа: образ жизни»[13].
- 2014 — премия ТЭФИ в номинациях «Утренняя программа» и «Ведущий утренней программы»[14].